# Серенков, Роман Викторович
Роман Викторович Серенков (30 октября 1980, Смоленск) — российский футболист, полузащитник.

## Биография
Воспитанник смоленского футбола. В начале карьеры несколько лет выступал за армейскую команду Смоленска в любительских соревнованиях. Первым профессиональным клубом футболиста стал в 2001 году «Оазис» (Ярцево) из второго дивизиона.
В 2002 году перешёл в армянскую «Мику», но сыграл только два матча в высшем дивизионе Армении, а также отличился голом в матче Кубка страны в ворота «Лори» (7:0).
После возвращения в Россию играл за «Спартак» (Луховицы), тверскую «Волгу» и смоленские клубы «Кристалл» и ФК «Смоленск». В составе «Кристалла» сыграл 23 матча в первом дивизионе.
В 2004 году выступал за белорусскую «Дариду», провёл 18 матчей в высшей лиге Белоруссии.
В 2007 году завершил профессиональную карьеру, затем играл за любительские коллективы Смоленска и области.